# Dong (volk)

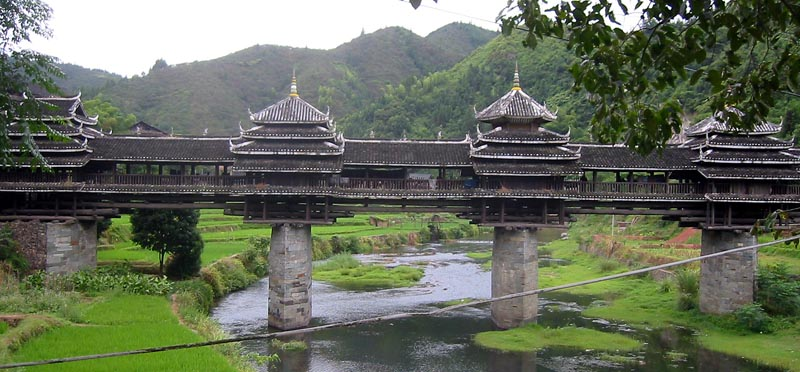
Overdekte brug, voorbeeld van typische Dong-architectuur.

De Dong of Kam zijn een volkerengroep in China. De Dong leven langs de grens van de Zuid-Chinese provincies Guangxi, Hunan en Guizhou. Er zijn ongeveer 3 miljoen Dongs en de Dongs zijn een van de officiële minderheden in China. Ze worden beschouwd als de meest noordoostelijke van de Thai-volken. Men spreekt de Dong-taal.
Volgens traditie planten de Dongs bij de geboorte van een zoon of dochter een dennenbosje, waarmee het kind later zijn of haar eigen huis kan bouwen. De Dongs houden niet alleen rekening met privégebouwen, die gewoonlijk uit twee verdiepingen bestaan, maar ook met openbare gebouwen en projecten. Elk oord van omvang heeft wel een of meerdere hoge trommeltorens. Met hun overhangende rijkversierde pannendaken doen ze sterk aan pagoden denken. De dakranden zijn beschilderd met mythologische taferelen en alledaagse zaken als koken, weven, jagen, landbewerking en het bespelen van muziekinstrumenten. Sculpturen van vogels en dieren versieren de daken. Uit de verte lijken de torens nogal op sparren, door de Dongs als heilige bomen beschouwd.
Vroeger werd de grote trom die boven in de torens hangt gebruikt om te waarschuwen voor gevaar, nu wordt hij gebruikt om op te roepen om naar feesten of vergaderingen te komen. Men bouwt ook sierlijke 'wind-en-regenbruggen'. Hierop werden kleine pagoden gebouwd, soms wel vijf. Oorspronkelijk was het bedoeld om weerstand te bieden tegen regen en wind, tegenwoordig is het echter alleen nog voor de sier.

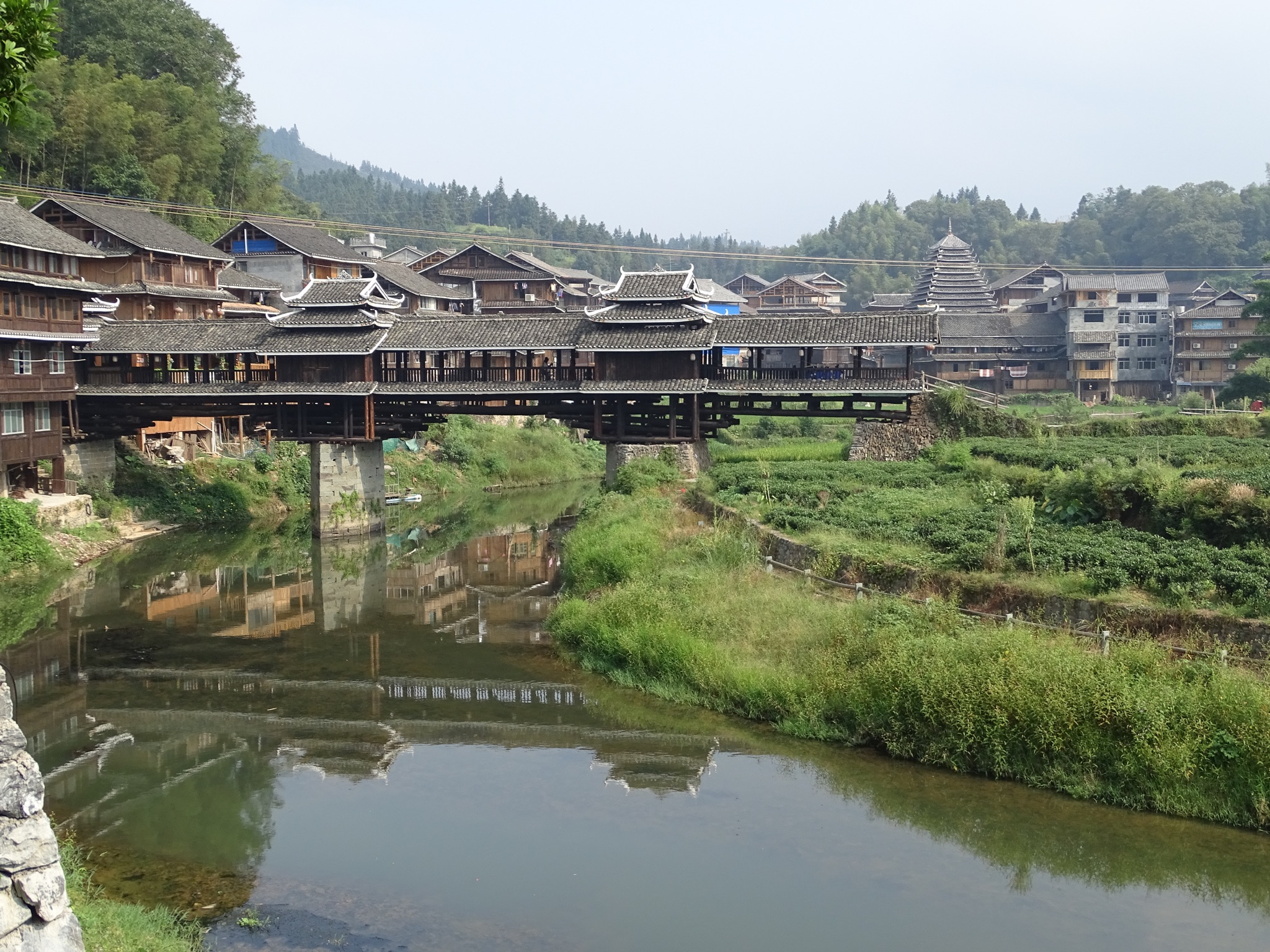
Dong dorp en brug Guangxi

Achang · Akha · Bai · Baima · Blang (Bulong) · Bonan · Buyi · Dai · Daur · De'ang · Dong · Dongxiang · Drung · Evenken · Gaoshan (Taiwanese aboriginals) · Gelao · Gin (Vietnamezen) · Han · Hani · Hlai (Li) · Hui · Jingpo · Jino · Kazachen · Kirgiezen · Koreanen · Lahu · Lhoba · Lisu · Mantsjoes · Maonan · Miao (Hmong) · Mongolen · Monpa (Menba) · Mulam (Mulao) · Nanai (Hezhe) · Naxi · Nu · Oeigoeren · Oezbeken · Oroqen · Pumi · Qiang · Russen · Salar · She · Sui · Tadzjieken · Tataren · Tibetanen (Zang) · Tu · Tujia · Wa (Va) · Yao · Yi · Yugur · Xibe · Zhuang